# 쌍반점

쌍반점(雙半點) 또는 세미콜론(영어: semicolon)은 문장 부호 ;의 이름이다.

## 용법

### 고대 그리스어에서 활용
고대 그리스어에서 특히 신약성경과 구약성경의 칠십인역에서 사용하는 코이네 그리스어 또는 헬레니즘 그리스어에서는 현재의 물음표(?) 의미로 사용하였다. 현재도 신약성경의 그리스어 판본에는 쌍반점을 물음표로 표기한다. 초기 서유럽의 라틴계 문자 표기체계에서 그리스어처럼 물음표로 사용되기 시작했고, 점차 서유럽에서는 문장 경계를 나누고 연결하는 기능으로 변화했다.

### 영어에서의 사용
마침표(온점, 느낌표, 물음표)가 문장 맨 끝에 쓰이는 것에 비해 쌍반점은 문장 중간에 표시하여 문장의 경계를 표시하는 2차적인 역할을 한다. 쌍반점은 온점과 반점의 중간 역할을 한다. 쌍점은 앞 문장내용과 세부 내용, 동등한 추가적인 상황, 상태를 덧붙일 때 사용한다.

#### 용례
고유 명사의 첫 글자가 쌍반점 뒤에 오지 않는 한 쌍반점 뒤에는 소문자로 쓴다. 일반적으로는 쌍반점 뒤에 한 칸을 띄어쓰는 것을 원칙으로 한다. 영어에서 쌍반점이 쓰이는 경우에는 다음 경우가 있다.
- 연속적으로 나열된 항목 사이에 반점이 쓰여 삽입구에서 쌍반점이 시리얼 콤마의 역할을 할 때
  - She saw three men: Jamie, who came from New Zealand; John, the milkman's son; and George, a gaunt kind of man.
  - Several fast food restaurants can be found within the cities: London, England; Paris, France; Dublin, Ireland; and Madrid, Spain.
  - Examples of familiar sequences are: one, two, and three; a, b, and c; and first, second, and third.
  - (Fig. 8; see also plates in Harley 1941, 1950; Schwab 1947).

이 용법이 현재 가장 자주 사용된다.
- 의미상 서로 관련된 독립된 절이 접속사로 연결되지 않은 경우
  - I went to the basketball court; I was told it was closed for cleaning.
  - I told Kate she's running for the hills; I wonder if she knew I was joking.
  - Nothing is true; everything is permitted.
  - A man chooses; a slave obeys.
  - I told John that his shoe was untied; he looked.

- 연결구나 접속부사로 연결된 절 사이에 위치한 경우
  - Everyone knows he is guilty of committing the crime; of course, it will never be proven.[2]
  - It can occur in both melodic and harmonic lines; however, it is subject to certain restraints. 
  - Of these patients, 6 were not enrolled; thus, the cohort was composed of 141 patients at baseline.

이 사용법은 일반적으로 잘 사용되지는 않으며 학문적인 글에 국한되어 사용된다.

### 컴퓨터에서의 사용
쌍반점은 유니코드와 ASCII 문자로 U+003B로 표현한다. EBCDIC에서의 쌍반점은 94나 16진법으로 0x5E로 나타낸다. 간지에서는 전각 쌍반점(U+FF1B)을 쓴다.
컴퓨터 프로그래밍의 경우, Perl, 파스칼, PL/I, SQL에서는 쌍반점이 여러 선언문을 구분하는 데 쓰인다. 다른 언어에서는 쌍반점이 종결 부호로 쓰이며, 자바나 C 언어 계열에서는 모든 선언문 다음에 표시해주어야 한다. 어셈블리어나 리스프에서는 주석 앞에 주석임을 표시하는 용도로 쓰인다. 또한 쌍반점은 C나 C++에서 무연산 명령을 표현할 때 단독으로 쓰이기도 한다.
C++ 예제:
```
int
 
main
(
void
)

{

  
int
 
x
,
 
y
;

  
x
 
=
 
1
;
 
y
 
=
 
2
;
   
// Two statements are separated by the semicolon

  
std
::
cout
 
<<
 
x
 
<<
 
std
::
endl
;

  
while
 
(
wait_event
())
 
;

  
return
 
0
;

}

```

일반적으로 언어에서 쌍반점은 다른 줄에 쓰이지만 반드시 그런 것은 아니다. 쌍반점의 역할은 선언문을 구분하는 데 있기 때문에 같은 줄에도 선언문을 여러 개 쓸 수 있다.
HTML에서는 쌍반점이 이름이나 숫자로 표현된 문자 참조를 마치는 데 쓰인다.

## 디지털 미디어의 인코딩
- U+003B ; semicolon – ASCII 파생
- U+037E ; greek question mark
- U+061B ؛ arabic semicolon – 아랍 문자
- U+1364 ፤ ethiopic semicolon – 그으즈 문자
- U+204F ⁏ reversed semicolon – 오래된 문자 체계에 사용[5]
- U+236E ⍮ apl functional symbol semicolon underbar – used in the APL programming language
- U+2E35 ⸵ turned semicolon – "indicates sudden glottal closure"
- U+A6F6 ꛶ bamum semicolon – 바뭄 문자
- U+FE14 ︔ presentation form for vertical semicolon – 전각 문자가 수평이 아닌 수직으로 사용 시 방향을 결정
- U+FE54 ﹔ small semicolon – Small Form Variants are for compatibility with Chinese National Standard CNS 11643
- U+FF1B ； fullwidth semicolon – 한자 등 전각 문자용
- U+E003B  tag semicolon – 구식 태그

## 비고
컴퓨터 자판 입력시 오타가 발생될 때 흔히 나타날 수도 있다. 빠르게 입력하게 되면 이용자들이 주로 쌍반점 오타가 글씨체 오타로 전이될 수도 있다.

## 같이 보기
- 쌍점
- 쉼표 (문장 부호)